# Bertula persimilis
Bertula persimilis là một loài bướm đêm trong họ Erebidae.